# Dono III de Antioquia
Dono III (em latim: Donus III; em grego: Δόμνος Γ; romaniz.: Dómnos G) foi um patriarca grego ortodoxo de Antioquia entre 546 e 559/61. Sucedeu Efraim e foi sucedido por Anastácio I.